# 宇都宮等綱
宇都宮 等綱（うつのみや ひとつな/ともつな）は、室町時代中期の大名で、下野の名門宇都宮氏第14代当主。父は13代当主宇都宮持綱、母は宇都宮満綱の娘。武茂綱家の孫。幼名は藤鶴丸、官位は下野守。妻は小山満泰の娘（小山持政の妹）、那須氏資の娘。15代当主明綱の父。

## 生涯
応永30年（1423年）8月、父の持綱が鎌倉公方足利持氏と対立した末に横死し、持氏に擁立された庶流と推定される宇都宮家綱（伊予守）に家督を奪われた。藤鶴丸は宇都宮を脱出して諸国を流浪し、後に持氏と対立していた篠川公方足利満直の庇護下に入った。『満済准后日記』応永31年（1424年）3月3日条には藤鶴丸が室町幕府に使者を派遣したことが記されている。永享3年（1431年）に持氏と室町幕府6代将軍足利義教が一時和睦した際にも義教が藤鶴丸を宇都宮家の正当な当主とする態度を示している（『満済准后日記』永享3年4月10・13日条）。また、宇都宮家中も2つに分かれ、塩谷氏や芳賀氏は家綱を、武茂氏は藤鶴丸を支持していたと考えられている。
永享7年（1435年）までに、持氏が、元服して等綱と名乗った藤鶴丸の宇都宮家継承を認めている（「鹿島神宮文書」371号鎌倉公方足利持氏御教書）。同年5月3日、鎌倉府の命により、塙信濃入道が鹿島社領である下野国大内荘内東田井郷に乱入し抄掠するのを止めさせた。
その後、永享の乱で持氏が敗死したのを機に宇都宮に復帰し、続く結城合戦においては等綱は戦功を挙げ、結城方についた家綱が討ち死にした（『結城戦場記』）ため、等綱の地位がようやく安定した。しかし、持氏の子・足利成氏が鎌倉公方に復帰するとこれに従って江の島合戦で戦功を挙げる。
享徳3年（1454年）、成氏が関東管領上杉憲忠を暗殺したために享徳の乱が勃発し、等綱のもとにも幕府から成氏討伐令が下されると、父の恨みを晴らすために一転して成氏討伐の兵を挙げて鎌倉から追放した。成氏の怒りは相当のもので、那須資持に対して等綱を批難する書状を送っている（『那須文書』所収（康正元年）5月1日・7月29日付那須資持宛足利成氏書状）。
康正元年（1455年）4月5日、上杉房顕に応じた。同年11月7日、成氏の命により陸奥結城直朝が等綱を攻めた。
康正2年（1456年）、古河公方となった成氏によって宇都宮城は包囲され、等綱は成氏軍の圧力と重臣の裏切りによって宇都宮城から追放され、家督を子の明綱に譲って出家隠棲する。その後、一時上洛して還俗したと推定され、長禄2年（1458年）に奥州白河の結城直朝に保護された。
長禄4年（寛正元年）（1460年）3月1日、陸奥国白河で死去。41歳。
子・明綱が跡を継いだ。